# 蘇格蘭事務部
蘇格蘭事務部（英語：Scotland Office），是一個英國內閣部門，負責處理屬於英國政府管理的蘇格蘭事務。
此部門取代在1999年權力下放前，負責管治蘇格蘭的前蘇格蘭事務部。該部門於2017年至2024年被稱為「蘇格蘭事務大臣辦公室」。
該部門由蘇格蘭事務大臣領導，並由兩名政務次官及多名高級公務員支援。現任大臣為麥彥安。

## 職責
蘇格蘭大臣辦公室負責以下事務：
- 確保權力下放制度的穩定與完整：與蘇格蘭政府保持建設性合作，確保權力下放機制有效運作
- 在英國政府內部維護蘇格蘭利益：與其他政府部門緊密合作，確保國家政策同時兼顧蘇格蘭公眾利益。
- 在蘇格蘭維護英國政府立場：推動英國政府涉及蘇格蘭的政策，促進跨政府合作，確保英國政府與蘇格蘭市民有效溝通。

## 大臣團隊
截止2024年7月，蘇格蘭事務部的政府大臣如下：
| 職位                 | 大臣                   |
| -------------------- | ---------------------- |
| 蘇格蘭事務大臣       | 麥彥安 議員            |
| 蘇格蘭事務部政務次官 | 克里斯蒂·麥克尼爾 議員 |